# Annemarie Boer
Annemarie Boer (28 februari 1994) is een Nederlands langebaanschaatsster en inline-skater.
In 2016 haalde Boer op de Wereld Universiteitskampioenschappen schaatsen een gouden medaille op het onderdeel massastart.
In 2016 en 2017 startte Boer op de NK Allround. In 2017 startte zij ook op het onderdeel massastart op de NK Afstanden.

## Records

### Persoonlijke records[1]
| Afstand    | Tijd    | Datum           | Baan       |
| ---------- | ------- | --------------- | ---------- |
| 500 meter  | 40,63   | 11 oktober 2015 | Inzell     |
| 1000 meter | 1.20,30 | 3 oktober 2015  | Inzell     |
| 1500 meter | 2.02,81 | 24 januari 2016 | Heerenveen |
| 3000 meter | 4.17,37 | 23 januari 2016 | Heerenveen |
| 5000 meter | 7.47,37 | 1 februari 2015 | Groningen  |